# バリュー・フォー・マネー
バリュー・フォー・マネー(英: Value for Money, VFM）とは経済学用語の一つ。字義通りには、「金額に見合った価値」という意味。
消費者は代金を支払うことと引き換えにサービスや商品を得られるが、その際の消費者が得られる価値をより消費者の支払った代金に近い状態にしようという概念である。
これは近年になってから行政において重視されるようになっている概念で、その背景には、納められた税金が効率的に運用されていなかったり、納税者には相応のサービスが提供されていなかったりするなどの問題が存在している。そこで行政においてもバリュー・フォー・マネーの概念に基づいて、従来ならば公共が自ら実施していた事柄でも、PFIにより民間に委託（コンセッション）した方が、コスト削減が実現できたり、納税者に対してより良いサービスが提供できたりするようになるならば、公共サービスの中にも民間業者が行う事柄を取り入れていく気運が醸成されてゆく。
またVFMの観点からPFIの導入が従来型の公共事業に対して優位に立つためには、受託者である民間企業が、依頼主である政府や自治体の意図通りにインフラ整備・運営を行うように契約条項を定める必要がある。